# آلن جی راجرز
آلن گرگ راجرز(به انگلیسی: Alan Greg Rogers)؛ (۲۱ سپتامبر ۱۹۶۷ – ۲۷ ژانویه ۲۰۰۸) یک سرگرد در ارتش ایالات متحده و یک فعال حقوق همجنس‌گرایی مردانه، همجنس‌گرایی زنانه و دوجنس‌گرایی در جامعه نظامی بود. کشته‌شدن وی در بمب‌گذاری در بغداد قانون «نپرس، نگو» در جامعه زیر سؤال برد.

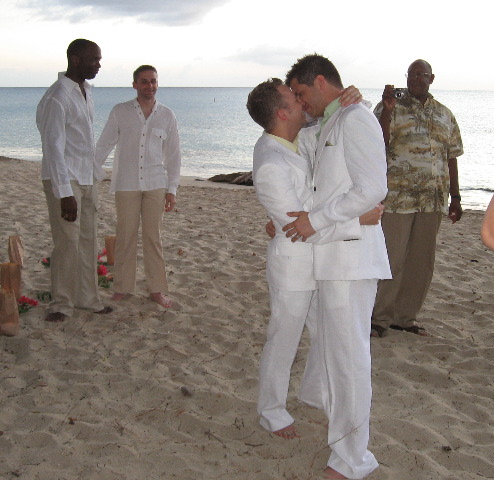
آلن راجرز (بالا چپ) در یک عروسی همجنس‌گرایان در ۲۰۰۶.

در ۱۸ دسامبر ۲۰۱۰ سنای آمریکای به قانون نپرس، نگو پایان داد و بعدتر این قانون توسط باراک اوباما امضا شد.